# Àlvar Herrameliz
Àlvar Herrameliz (? - 931), comte de Lantaron i d'Àlaba (c.921 - 931). Va estar casat amb Sança de Pamplona que havia quedat vídua després de la mort d'Ordoni II de Lleó i que després de morir Àlvar va casar amb Ferran González. Amb Sança va tenir com fill Herramel Álvarez fundador de Villarramiel. Va participar en la captura de Nájera i Viguera amb el rei d'Ordoni II de Lleó, va confirmar la fundació del monestir de Santa Coloma (la Rioja) l'any 923. Sembla probable que el poble anomenat Herramélluri en La Rioja degui el seu nom a aquest personatge.